# Chloropsina vesicata
Chloropsina vesicata är en tvåvingeart som beskrevs av Deeming 1981. Chloropsina vesicata ingår i släktet Chloropsina och familjen fritflugor.
Artens utbredningsområde är Nigeria. Inga underarter finns listade i Catalogue of Life.